# Wiladeg
Wiladeg is een bestuurslaag in het regentschap Gunung Kidul van de provincie Jogjakarta, Indonesië. Wiladeg telt 3934 inwoners (volkstelling 2010).